# Game Boy Micro
Game Boy Micro – przenośna konsola gier wideo, będąca zminiaturyzowaną wersją Game Boy Advance, wyprodukowana przez przedsiębiorstwo Nintendo i wydana w 2005 roku. Jest to ostatnia konsola z serii Game Boy, opublikowana już po premierze bardziej rozbudowanego urządzenia Nintendo DS. Na tle poprzednich Game Boyów wyróżniała się niewielkim rozmiarem oraz możliwością zmiany koloru obudowy za pomocą wymiennych paneli.

Logo konsoli

## Dane techniczne
Game Boy Micro ma następujące dane techniczne:
- Procesor: 32-bitowy ARM[3]
- Pamięć: 96 kB VRAM[4]
- Ekran: 2-calowy, rozdzielczość 240 × 160 pikseli, częstotliwość odświeżania 60 Hz[4]
- Rozmiar: 101 mm (długość) × 50 mm (szerokość) × 17,2 mm (grubość)[4]
- Waga: 80 gramów[4]

## Odbiór
Game Boy Micro spotkał się ze znaczną krytyką. Recenzenci wprawdzie doceniali mały rozmiar i umiejętne zaprojektowanie, ale krytykowali brak kompatybilności Game Boya Micro z grami na konsole Nintendo starsze od Game Boya Advance oraz swoistą nieopłacalność w porównaniu z bardziej rozbudowanym Nintendo DS.

### Sprzedaż
| Data             | Japonia  | Ameryka Płn. | Reszta świata | Razem    |
| ---------------- | -------- | ------------ | ------------- | -------- |
| 30 września 2005 | 0,41 mln | 0,29 mln     | 0             | 0,70 mln |
| 31 grudnia 2005  | 0,57 mln | 0,47 mln     | 0,78 mln      | 1,82 mln |
| 31 marca 2006    | 0,58 mln | 0,47 mln     | 0,79 mln      | 1,83 mln |
| 30 czerwca 2006  | 0,59 mln | 0,47 mln     | 0,80 mln      | 1,87 mln |
| 30 września 2006 | 0,59 mln | 0,47 mln     | 0,80 mln      | 1,87 mln |
| 31 grudnia 2006  | 0,60 mln | 0,96 mln     | 0,85 mln      | 2,40 mln |
| 31 marca 2007    | 0,61 mln | 0,95 mln     | 0,87 mln      | 2,42 mln |